# De scientia venandi per aves
De scientia venandi per aves ("La ciència de caça amb ocells") és el títol de la versió llatina d'un tractat àrab sobre falconeria, el Kitāb al-mutawakkilī, obra d'un cert Moamin (o Moamyn), sobre el qual hi ha poques dades.
L'obra, traduïda en 1250 per encàrrec de Federico II Hohenstaufen, és coneguda a l'Europa medieval com el Moamin llatí.
La traducció llatina va tenir una gran importància perquè significà l'inici d'una notable tradició literària en falconeria, a través de la qual, l'original àrab va tenir un paper central en la gènesi del De arte venandi cum avibus de Frederic II. Així mateix, a través de la traducció llatina, l'obra àrab va conèixer una renovació tècnica literària, de la qual s'han trobat diverses transcripcions manuscrites, traduïdes en llengües vernacles (incloent-hi l'antic francès encarregat pel Rei Enzo) i fins i tot amb la tècnica d'impressió d'incunables..
Del tractat àrab també es va fer en una traducció directa en castellà, el 1252, dos anys després de la seva versió llatina, i és totalment independent de la segona, amb el títol de Libro de los animales que caçan.

## L'origen del tractat

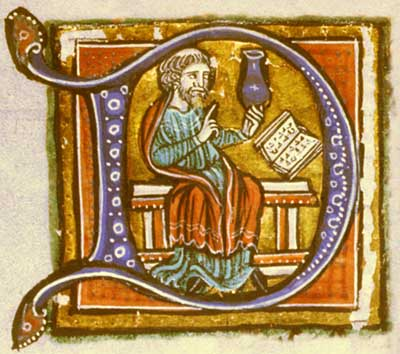
La probable autor, Ḥunayn ibn Isḥāq, com es mostra en la Caplletra d'un manuscrit de la Sinagoga de Porfiri

La tradició del tractat de falconeria, conegut com a Moamin llatí, prové del Kitāb al-mutawakkilī, el tractat en llengua àrab "que és molt àmplia i detallat, a diferència dels tractats occidentals precedents", en falconeria, sobre el "coneixement, l'ensinistrament, i la cura de les aus de caça, amb un apèndix sobre els gossos de caça".
La versió llatina, continguda en el De scientia venandi per aves i l'obra de sírià  Mestre Teodor, que va actuar per encàrrec de Frederic II, a la cort del qual pertanyia. La traducció de  Teodor es va completar en un període que compren els anys 1240 i 1241, mentre que les tropes imperials estaven immerses en el llarg i complex setge a Faenza. A la redacció de la versió llatina hi va participar, no obstant i això, fins i tot del propi emperador, fent diferents correccions.

## Tècnica literària
El tractat va tenir una fortuna considerable, amb una difusió superior a la del De arte venandi cum avibus de  Frederic II, tal com ho demostren les nombroses transcripcions d'escribes, vint-i-vuit, en dos diferents famílies (α i β) i des de les diferents vulgaritzacions en les llengües romàniques, conservades en set manuscrits incunables.

### Traduccions
Entre les versions en llengües europees, s'ha de tenir en compte la de l'antic francès, que el Rei Enzo, que vivia a Bolonya, va ordenà a Daniel Deloc de Cremona (1249-1272); la del segle xiv a la Toscana per part del Mestre Moroello de Sarzana, i la del segle xv del napolità Iammarco Cínic encomanada per Ferran d' Aragó,. Aquest darrer manuscrit miniat s'ha transmès en la versió autògrafa, que conserva la Biblioteca Medicea Laurenziana (Fondo Ashburnham, 1249).
A més dels set manuscrits cal afegir una edició impresa en el segle xvi, amb la traducció parcial en italià de Sebastiano Antonio de Marinis (1547).

### Versió castellana

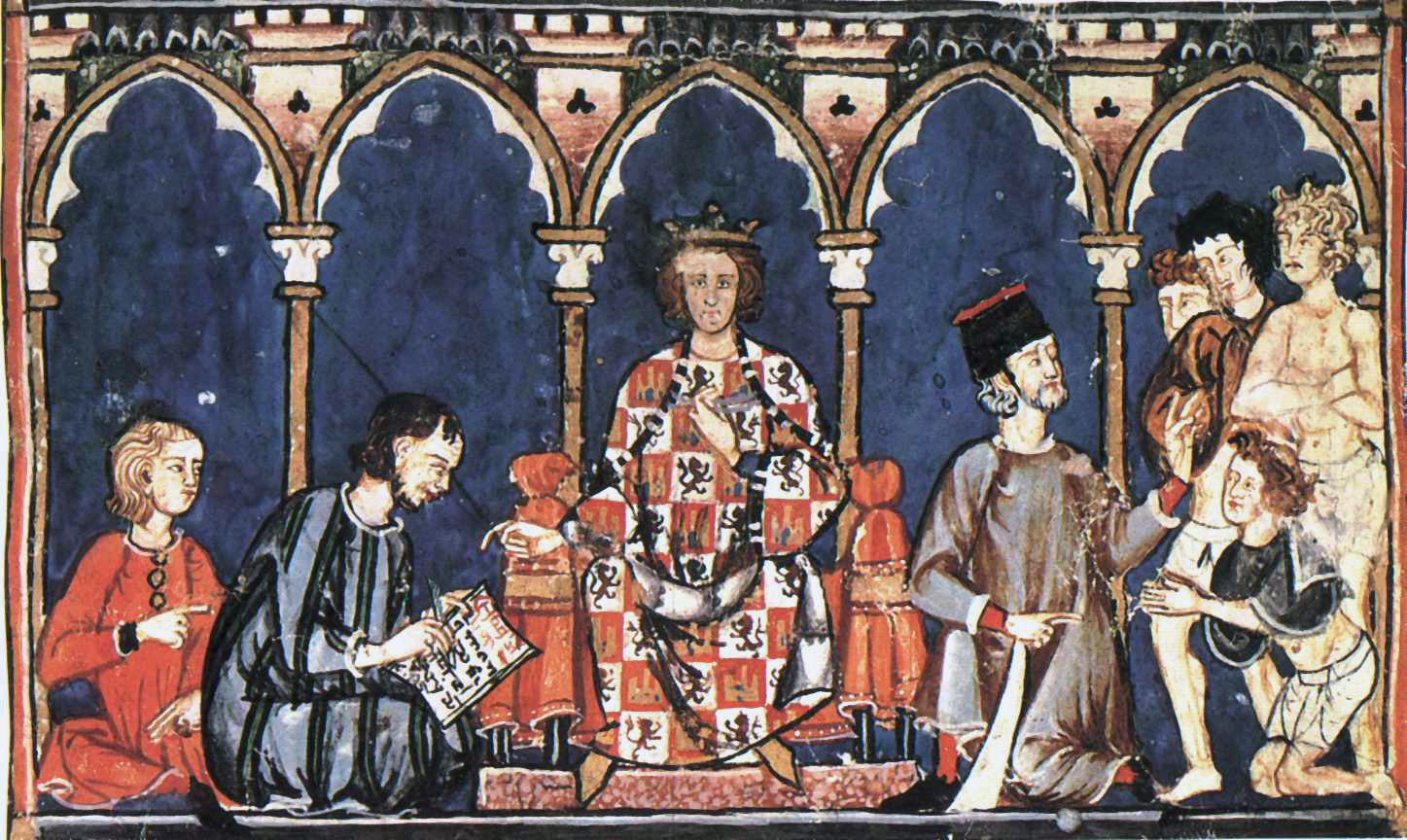
L'ambient de la cort d'Alfons el Savi

S'inscriu en la mateixa tradició, però amb un origen que és totalment independent, la del Libro de los animales que caçan (al voltant de 1250, lleugerament posterior a la de la traducció de Teodor d'Antioquia). El text de falconeria d'ambient castellà s'atribueix a l'ambient literari i cultural de la cort d'Alfons X el Savi, i a la cort de Ferran III de Castella), conegut a través de dos testimonis, es troba incompleta, i es conserva a la Biblioteca Nacional de España
El Libro de los animales que cazan no pertany a la mateixa tradició literària de l'Europa occidental, conduïda pel Moamin llatí, ja que és una traducció directa de l'àrab al castellà, concebuda per un autor desconegut en el context de la famosa Escola de traductors de Toledo, dins el corpus de la producció literària, promoguda pel rei Alfons el Savi.

### Hipòtesi sobre el segon tractat de falconeria de Frederic II
També s'ha suggerit per alguns, que el Moamin fos incorporat en un segon Falkenbuch propietat de Frederic II,. La proposta, avançada originalment per Haskins, va ser més tard adoptada per altres estudiosos, incloent-hi, en particular, a Johannes Fregit, i acceptada finalment per Anna Laura Trombetti Budriesi, autora d'una edició crítica (amb traducció a l'italià) del De arte venandi cum avibus de Frederic II S'ha cregut reconèixer aquesta obra en la còpia conservada al Musée Condé de Chantilly, codi ms. Lat. 368 (1459). Es tracta, en aquest útilm cas, de l'agrupació de diferents obres, en un ordre diferent, incloent-hi, a més a més del Moamin llatí, De arte bersandi de Guicennas i dos tractats de l'entorn de la Sicília normanda, el Dancus rex i el Guillelmus falconarius. Al mateix temps també hi ha la hipòtesi que va ser precisament aquest text, el preciós manuscrit il·luminat que va ser lliurat a Carles d'Anjou pel comerciant de milà Bottaius, i no, com s'havia cregut fins ara, el manuscrit original del De arte venandi cum avibus.

## Edicions
- (FR)  Håkan Tjerneld, Moamin et Ghatrif. Espiritual de fauconnerie et des chiens de chasse, Fritze-Thiébaud, Estocolm-París, 1945
- (DE)  Detlef Möller i François Viré (a cura di), al Gitrif ibn Qudama al-Ghassani, die Beizvögel (Kitab dawari a-tayr). Ein arabisches Falknereibuch des de 8. Jahrhunderts, Hildesheim, A Zuric, A Nova York, 1988
- (FR)  Baudouin van den Abeele i François Viré (a cura di), al-Ghitrif ibn Qudamah al-Ghassani, Traité des oiseaux de vol = Kitab Dawari a-tayr: le plus antic traité de fauconnerie arabe, Nogent-le-Roi, 2002

Versió castellà
- (ES)  José Manuel Fradejas Rueda (ed.), 'Muhammad ibn Abd Allah ibn Umar al-Bayzar (Moamín). Libro de los animales que cazan, Madrid, 1987
- [(ES) Libro de los Animales que Cazan, text en línia, Archivo Iberoamericano de Cetrería, Universitat de Valladolid ISSN 1887-5343

## Elements relacionats
- Moamin
- Falconeria
- Frederic II, De arte venandi cum avibus
- Guicennas, De l'art bersandi
- Hunayn va ibn Ishaq
- Libro de los animales que caçan